# Bill Demong
William Demong –conocido como Bill Demong– (Saranac Lake, 29 de marzo de 1980) es un deportista estadounidense que compitió en esquí en la modalidad de combinada nórdica. 
Participó en cinco Juegos Olímpicos de Invierno, entre los años 1998 y 2014, obteniendo dos medallas en Vancouver 2010, oro en el trampolín grande + 10 km individual y plata en la prueba por equipo (junto con Brett Camerota, Todd Lodwick y Johnny Spillane).
Ganó cuatro medallas en el Campeonato Mundial de Esquí Nórdico entre los años 2007 y 2013.

## Palmarés internacional
| Juegos Olímpicos   | Juegos Olímpicos          | Juegos Olímpicos  | Juegos Olímpicos         |
| Año                | Lugar                     | Medalla           | Prueba                   |
| ------------------ | ------------------------- | ----------------- | ------------------------ |
| 2010               | Vancouver (Canadá)        | Medalla de oro    | TG + 10 km individual    |
| 2010               | Vancouver (Canadá)        | Medalla de plata  | TG + 4 × 5 km por equipo |
| Campeonato Mundial |                           |                   |                          |
| Año                | Lugar                     | Medalla           | Prueba                   |
| 2007               | Sapporo (Japón)           | Medalla de plata  | TN + 10 km individual    |
| 2009               | Liberec (República Checa) | Medalla de oro    | TG + 10 km individual    |
| 2009               | Liberec (República Checa) | Medalla de bronce | TN + 10 km individual    |
| 2013               | Val di Fiemme (Italia)    | Medalla de bronce | TN + 4 × 5 km por equipo |